# Копальня Кларендон
Копальня Кларендон – колишнє гірничодобувне підприємство на Південному острові Нової Зеландії. Станом на середину 2020-х єдина фосфоритова копальня в історії країни.
У 1902-му в районі Кларендон виявили поклади фосфоритів, для розробки яких того ж року створили компанію Ewing Phosphate. Породу доправляли з шахт у пагорбах Кларендон вагонетками, після чого піддавали певній підготовці в печах. Копальня діяла до 1926-го та виробила за цей період біля 140 тисяч тонн фосфоритного концентрату при максимальному річному показнику у 10 тисяч тонн. Головним споживачем продукції виступав завод з виробництва суперфосфату в Бернсайді.
В 1942-му японці захопили острови Науру та Оушен, що були головними постачальниками фосфоритів до Нової Зеландії, після чого на тлі дефіциту сировини у 1943-му майданчик в Кларендоні знову ввели в експлуатацію. Він діяв до 1955-го, проте у підсумку був вимушений зупинитись, оскільки не міг конкурувати за якістю руди з іншими постачальниками. Всього за підсумками двох раундів розробки загальний накопичений видобуток фосфоритів у Кларендоні досягнув 200 тисяч тонн (за іншими даними, в 1943–1955 роках виробили лише 30 тисяч тонн).
На початку 2010-х провадили експерименти із залучення фосфоритів з Кларендону для використання на заводі суперфосфату в Рейвенсборні, проте про подальший розвиток проєкту повідомлень не надходило.